# Ahmad Abd ar-Rahman
Ahmad Abd ar-Rahman, Ahmed Ali Abdulrahman Ali Abdelrahman (ar. أحمد على عبدالرحمن على عبد الرحمن; ur. 26 maja 1996) – egipski judoka.
Złoty medalista z Igrzysk Afrykańskich w 2015 roku w kategorii do 60 kg oraz z Mistrzostw Afryki w Judo w 2016 roku w tej samej kategorii wagowej.
Reprezentował Egipt na Igrzyskach olimpijskich w Rio de Janeiro w kategorii do 60 kg, gdzie odpadł w pierwszej walce stoczonej z Otarem Biestajewem.
Uczestnik mistrzostw świata w 2018, 2019, 2021 i 2023. Startował w Pucharze Świata w 2015 i 2016 roku.